# Partido Pirata de Alemania
El Partido Pirata de Alemania (en alemán: Piratenpartei Deutschland o PIRATEN) es un partido político de Alemania creado en 2006, basado en el modelo del Piratpartiet de Suecia. Carece de representación en el Bundestag, aunque cuenta con un escaño en el Parlamento Europeo, y entre 2011 y 2017 contó con representación en cuatro parlamentos regionales.

## Historia

Evolución de la afiliación

El partido recibió 229.117 votos en las Elecciones al Parlamento Europeo de 2009, lo que representa un 0,9%, sin alcanzar así el umbral del 5% requerido para obtener un escaño.
Borys Sobieski es presidente del partido desde 2024. A él le precedieron Lukas Küffner, Anne Herpertz, Sebastian Alscher, Carsten Sawosch, Patrick Schiffer, Stefan Körner, Thorsten Wirth, Bernd Schlömer, Sebastian Nerz, Jens Seipenbusch, Dirk Hillbrecht y Christof Leng.
En junio de 2009 Jörg Tauss, miembro del Bundestag, abandonó el Partido Socialdemócrata de Alemania (SPD) y se unió al Partido Pirata. El 27 de septiembre de 2009, el partido consiguió el 2,0 % de los votos en las elecciones federales. Con este porcentaje el partido no obtuvo ningún escaño en el Bundestag; no obstante, fue el mejor resultado entre los partidos que no alcanzaron el mínimo requerido del 5%.
En las elecciones de Berlín, que es también un Estado federado de Alemania, celebradas en septiembre de 2011, los piratas consiguieron entrar por primera vez en un parlamento estatal al obtener un 8,9 % de los votos.
El número de miembros del partido aumentó en gran medida desde junio de 2009. El 8 de noviembre de 2009, el partido tenía casi 11.500 miembros. En marzo de 2012, después del logro en las elecciones de Berlín, el número de miembros ya superaba los 20.000. Encuestas del 2012 lo ubican con cerca de un 12% de simpatías electorales lo que se pensaba podría permitirle ingresar al Parlamento en las subsecuentes elecciones, siendo la primera vez en décadas que podría obtener representación parlamentaria un partido que no fuera uno de los seis partidos tradicionales alemanes (socialdemócratas, democristianos, liberales, socialcristianos, verdes e izquiedistas), no obstante esto no se concretó y el Partido Pirata no obtuvo el porcentaje mínimo para conseguir escaños parlamentarios.
En 2016 perdió su representación en Berlín, y al año siguiente en otros tres parlamentos en los que había conseguido escaños (Sarre, Schleswig-Holstein y Renania del Norte-Westfalia).

## Resultados electorales

### Elecciones federales
| Año  | # de votos distritos | % de votos distritos | # de votos lista | % de votos lista | Escaños | Estado             |
| ---- | -------------------- | -------------------- | ---------------- | ---------------- | ------- | ------------------ |
| 2009 | 46.770               | 0,1 %                | 847.870 (#7)     | 2,0 %            | 0/622   | Extraparlamentario |
| 2013 | 963.623              | 2,2 %                | 959.177 (#8)     | 2,2 %            | 0/631   | Extraparlamentario |
| 2017 | 93.196               | 0,2 %                | 173.476 (#12)    | 0,4 %            | 0/709   | Extraparlamentario |
| 2021 | 60.839               | 0,1 %                | 169.923 (#13)    | 0,4 %            | 0/736   | Extraparlamentario |

- Elecciones regionales alemanas de 2009
  - el 1,9 % en el Estado de Sajonia[10]
  - el 1,8 % en el Estado de Schleswig-Holstein[11]

- Elecciones regionales alemanas de 2011
  - el 8,9 % en el Estado de Berlín

- Elecciones regionales alemanas de 2012
  - el 7,4 % en el Estado de Saarland
  - el 8.2% en el estado de Schleswig-Holstein
  - el 7.8% en el estado de Renania del Norte-Westfalia
- Elecciones europeas de 2009 en Alemania: 0,9%

- Elecciones municipales alemanas de 2009
  - el 1,55 % en Münster (un asiento)[10]
  - el 1,75 % en Aquisgrán (un asiento)[10]

- Elecciones al Parlamento Europeo de 2014: 1,45%
- Elecciones regionales alemanas de 2016
  - el 1,7 % en el Estado de Berlín
- Elecciones regionales alemanas de 2017
  - el 0,7 % en el Estado de Sarre
  - el 1,2 % en el Estado de Schleswig-Holstein
  - el 1,0 % en el Estado de Renania del Norte-Westfalia
- Elecciones al Parlamento Europeo de 2019: 0,65%